# Günter Hörig
Günter Hörig (* 27. Mai 1927 in Dresden; † 17. Januar 2009 ebenda) war ein deutscher Jazz-Pianist, Hochschullehrer und Komponist.

## Leben

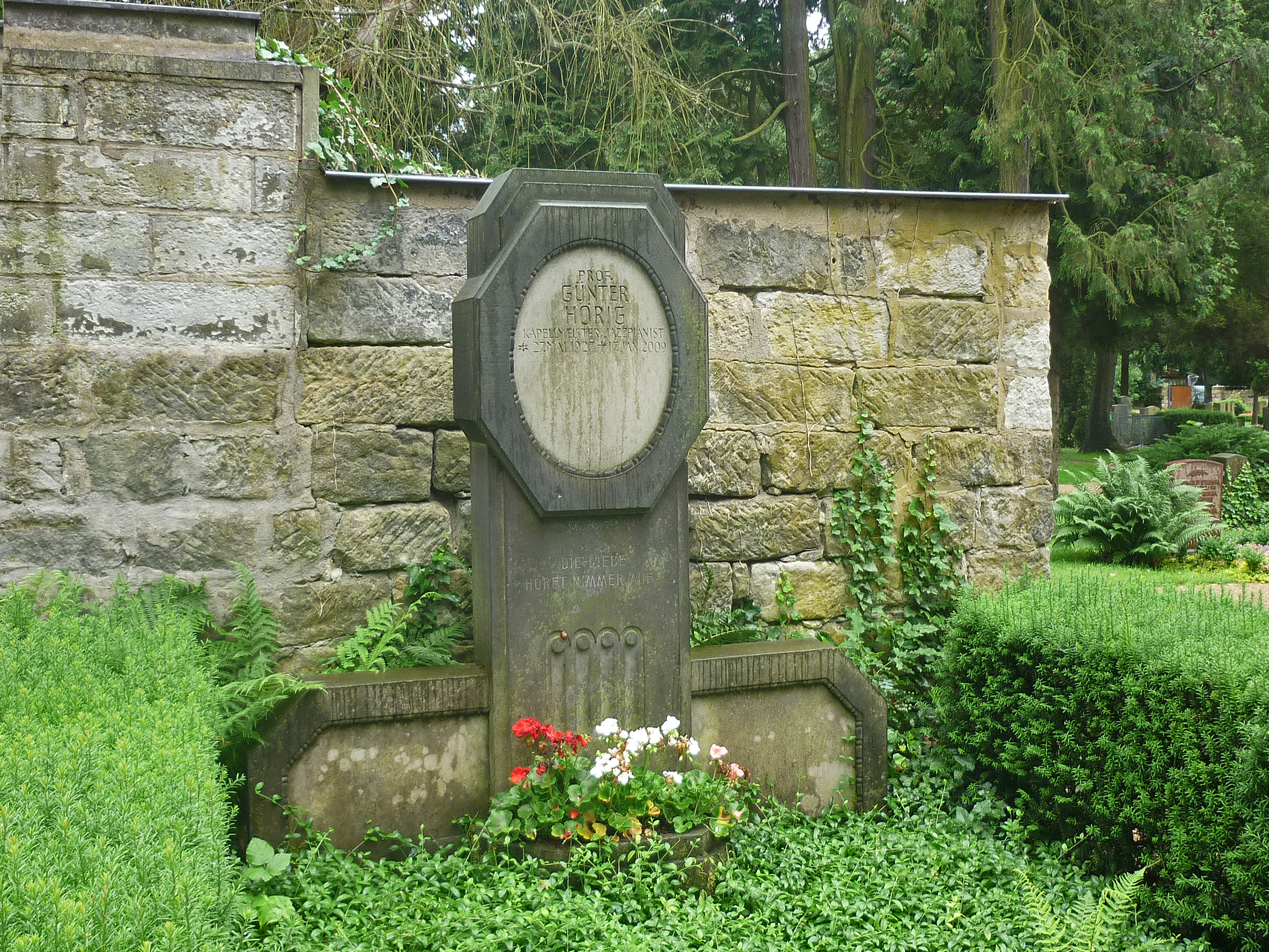
Grab von Günter Hörig auf dem Loschwitzer Friedhof

Nach dem 1946 abgelegten Abitur begann Hörig 1947 in seiner Heimatstadt ein Studium an der „Akademie für Musik und Theater“, dem Vorläufer der heutigen Hochschule für Musik Carl Maria von Weber Dresden, das er 1952 abschloss. Hörig gehörte zu den profiliertesten Jazzmusikern der DDR; bereits 1947 begründete er ein eigenes Sextett. Von 1948 bis 1950 gehörte er Heinz Kretzschmar und dessen Solisten an (bis zu dessen Berufsverbot in der DDR). Seit 1950 war er der Pianist der 1946 von Joe Dixie gegründeten Formation der Dresdner Tanzsinfoniker. Nach Dixies Flucht in den Westen (1950) übernahm er 1953 die Formation als Leiter und Dirigent. Er „galt als außerordentlich einfühlsamer Modernist, der das Orchester für viele progressive Stile jenseits des populären Swing öffnete, der ein famoser Arrangeur gewesen war und als erster in Europa eine moderne Orchesterversion der erfolgreichen Gerry-Mulligan-Komposition Walkin’ Shoes schuf.“
1962 gehörte er an der Dresdner Musikhochschule zu den Mitbegründern der Fachrichtung „Tanz- und Unterhaltungsmusik“ (heute „Jazz, Rock, Pop“), die damit „deutschlandweit die erste Einrichtung [war], an der eine Vollausbildung Jazz, Rock, Pop mit Diplomabschluss angeboten wurde.“ Hörig blieb von 1962 bis 2006 als Hochschullehrer in Dresden tätig; ab 1984 als Dozent, ab 1992 als Professor. Zu seinen Schülern an der Hochschule gehörten Günter „Baby“ Sommer und Conny Bauer.
Hörig starb 81-jährig im Januar 2009 in Dresden und wurde auf dem Loschwitzer Friedhof beigesetzt.

## Filmografie
- 1958: Blaue Mäuse gibt es nicht
- 1966: Ist Sattsein richtig ernährt?
- 1973: Giovanni Boccaccio
- 1979: Des Drachens grauer Atem (Fernsehfilm)